# Triptih
Triptih (iz grškega pridevnika τρίπτυχον 'tri-kratno', iz tri 'tri' in ptysso 'prepogniti" ali ptyx 'pregib') je umetniško delo (običajno tabelno slikarstvo), ki je razdeljeno na tri dele, oziroma izdelano na treh ploščah, ki so s tečaji spojene skupaj, da se lahko zložijo (zaprejo ali odprejo). Zato je to vrsta poliptiha, izraz za vsa dela na več ploščah. Srednja plošča je običajno največja in je obdana z dvema manjšima sorodnima deloma, obstajajo pa tudi triptihi enakih velikih plošč.
Oblika se lahko uporablja tudi za obesek pri nakitu.

## V umetnosti
Triptih izhaja iz zgodnje krščanske umetnosti in je bil priljubljen standardni format za oltarne slike od srednjega veka dalje. Njegovo geografsko območje je od vzhodnih bizantinskih cerkva do keltskih cerkva na zahodu. Renesančni slikarji, kot sta Hans Memling in Hieronymus Bosch sta uporablja ta model. Uporabljali so ga tudi kiparji. Triptih je omogočal tudi enostaven prevoz.
Od gotike dalje, tako v Evropi in drugod, so bile oltarne podobe v cerkvah in katedralah pogosto v obliki triptiha. Katedrala z oltarnim triptihom je na primer Llandaff,.Katedrala Naše Gospe v Antwerpnu, Belgija, ki ima dva Rubensova primera in Notre Dame de Paris, ki ima primer uporabe triptiha v arhitekturi. V številnih cerkvah lahko vidimo tudi obliko vitraža. Čeprav je največkrat uporabljena oblika oltarni nastavek, so triptihi izven tega konteksta nekateri izmed najbolj znanih primerov, kot so dela Hieronymus Bosch, Max Beckmanna, in Francis Bacona.

## V fotografiji
Fotografski triptih je skupen slog uporabe v sodobni komercialni umetnosti. Fotografije so običajno urejene brez povezave med posameznimi slikami. Delo je lahko sestavljeno iz posameznih slik, ki so variante na temo ali je ena večja slika razdeljena na tri dele.

## Primeri
- Oznanjenje s sv. Margareto in sv. Ansanujem, Simone Martini
- Stefaneschi Triptych, Giotto
- Oltar Mérode, Robert Campin
- Vrt zemeljskih naslad, Skušnjava sv. Antona in Seneni voz, Hieronymus Bosch
- Portinarijev oltar, Hugo Van Der Goes
- Snemanje s križa, Peter Paul Rubens
- Odhod, Max Beckmann
- Tri študije za like križanja, Francis Bacon
- Pionir, Frederick McCubbin
- "Compton triptih", skulptura
- Triptih (Puccini)